# Классический косяк

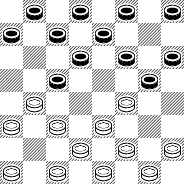
Табия дебюта после «косяк» третьего хода чёрных

Классический косяк — дебют в русских шашках.
Самостоятельный вариант дебюта Косяк, развивающегося ходами 1.cb4 fg5. 2.gf4 gf6.3.bc3 bc5. 4.ba5 gh4. Возможна перестановка ходов. Как пишут авторы методического пособия, «После этих ходов возникает основная позиция, характерная для дебюта „Косяк“, который в шашечной литературе получил образное сравнение классического» (Чернопищук А. С., Горин А. П., Высоцкий В. М. Дебют «Косяк». Часть первая. Методическое пособие по русским шашкам. — Государственный Комитет Азербайджанской ССР по физической культуре и спорту, кооператив «Досуг». — Баку, 1989. — 105 с — 1000 экз. С.1). Перед нами на диаграмме слева — табия дебюта «косяк».

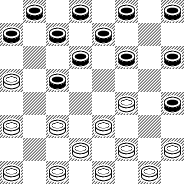
Табия дебюта классический косяк после четвертого хода чёрных

После ходов 4. ba5 gh4 возникает табия классического косяка (на диаграмме справа). Название означает, что игра идёт традиционно, по косяку, образующийся диагоналями d8-h4-e1-a5.
Существуют шесть систем развития: I. 5. cd4 hg7 II.  5. cd4 fg5 III. 5. cb4 fg5 IV. 5. ab2  V. 5. fg5 VI. 5. cb2.   Три наиболее популярных выделились в самостоятельные дебюты, системы IV. 5. ab2,  V. 5. fg5 и VI. 5. cb2 остаются в классическом косяке.
Переходит в дебюты:
- Косяк Перельмана после 5. cb4 fg5, где белые получают тяжелую игру;
- Косяк Саргина после 5. cd4 (дебют разыгрывается по-разному: 1. cd4 fg5 2. bс3 gf6 3. cb4 bс5 4. d:b6 a:с5; 1. ab4 bc5 2. bа3 fg5 3. cd4 gf6 4. d:b6 a:c5; 1. gf4 fg5 2. cd4 bc5 3. d: b6 a: c5 4. bс3 gf6 5. сb4 и т. д.)

На рельсы классического косяка может перейти партия в «леталки» («летающие шашки»).
А. Плакхин — Г. Колесов, матч за звание чемпиона мира по русским шашкам, 1997
1.g3>a5 e7>h4. Жребий е-31.
2.hg3 fg5 3.gf4 gf6 4.cd4 fe5 5.df6 ge7 (получился с переменой цветов «Классический косяк») 6.bc3 hg7 7.ab2 bc5 8.gh2 cb4 9.ac5 db4 10.cd4 ba3 11.bc3 gf6 12.fg5 hf4 13.eg5 cb6 14.ac7 bd6 15.de3 ab6 16.gh6 de5 17.fg3 hf2 18.eg3 ba5. 19.gh4 ab4. 20.ca5 ec3 21.ab6 cb2 22.ba7 ba1 23.hg3 dc7 24.gf4 cb6 25.ac5 ac3 26. fg5 ce5 27.cb6 eb8 28.ed4?! bh2 29.dc5 hb8. 30.cd2 bd6 31.de3 db4 32.bc7 bc5 33.ef4 ab2 34.cb8 ba1 35.fe5 fd4 36.bf4 ed6 37.fb8 cd6. Черные сдались.